# Scharfenbrück

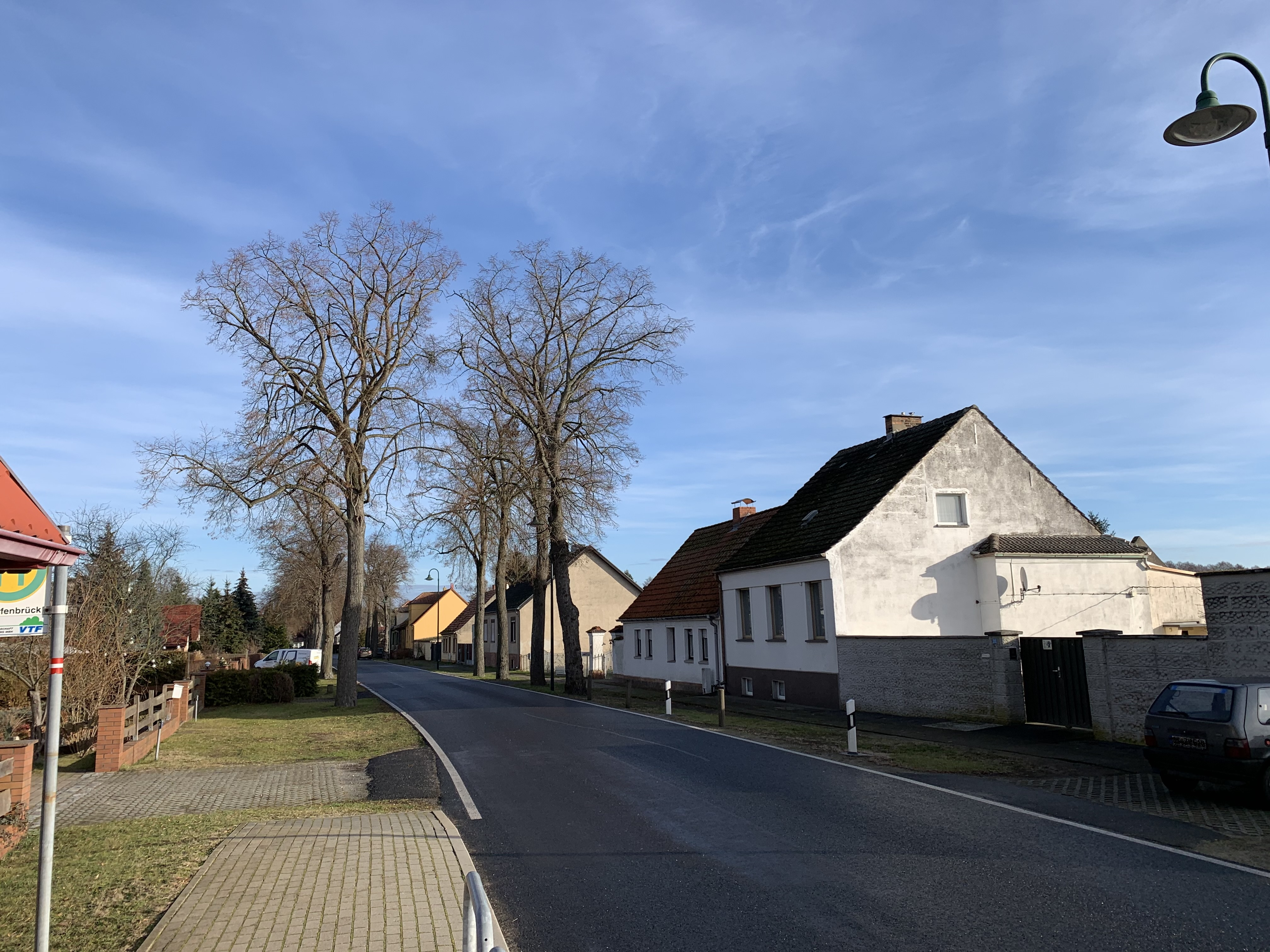
Scharfenbrück. Ortsansicht

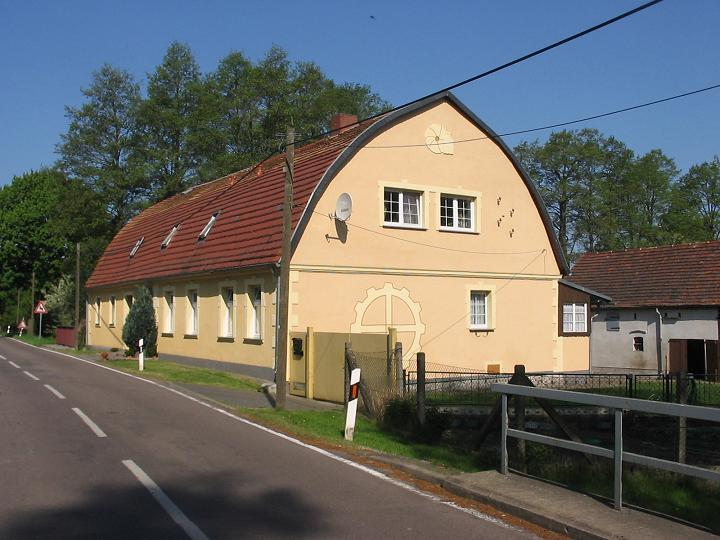
Ehemalige Wassermühle in Scharfenbrück

Scharfenbrück ist ein Ortsteil der Gemeinde Nuthe-Urstromtal im Landkreis Teltow-Fläming in Brandenburg.

## Lage
Scharfenbrück liegt im Baruther Urstromtal etwa acht Kilometer nordöstlich des Stadtzentrums von Luckenwalde. Umliegende Ortschaften sind der zur Stadt Trebbin gehörende Ortsteil Wiesenhagen im Norden, Schöneweide im Osten, der Wohnplatz Unterhammer im Süden, Gottow im Südosten, Woltersdorf im Westen sowie Liebätz im Nordwesten. Im Nordosten und im Südwesten ist Scharfenbrück von Waldgebiet des Forst Kummersdorf umgeben. In rund 750 Metern Entfernung des Dorfzentrums liegt nördlich in den Rohrwiesen ein rund drei Meter hoher Turmhügel, dessen Plateau einen Durchmesser von rund 20 Metern aufweist. Der war zu einer früheren Zeit von einem zwei bis drei Meter breiten Graben umgeben, der nur noch im Süden gut erhalten ist. Experten vermuten, dass sich der mittelalterliche Kern des Dorfes hier befunden haben könnte.
Durch Scharfenbrück verläuft die Kreisstraße 7223. Die Bundesstraße 101 von Ludwigsfelde nach Jüterbog ist etwa vier Kilometer entfernt. Durch den Ort fließt der Hammerfließ.
Nordwestlich von Scharfenbrück verläuft die Bahnstrecke Berlin–Halle.

## Geschichte

### 14. bis 16. Jahrhundert
Scharfenbrück wurde erstmals im Jahr 1397 als die dorpstete Scharpenbrugge urkundlich erwähnt. Der Ortsname weist auf die Lage des Ortes am Wasser hin. Am 13. Dezember 1397 wurde Scharfenbrück als Wüstung (Scharpenbrughe que nunc est deßerta bzw. villam noninatam Scharfenbrug, que nunc est deserta, dictam villam Scharffenbrugk cum malleo). Die Besitzer, die von Rehfeld und die von Heinrichsdorf verkauften das Dorf mit Hammer und Heide an das Kloster Zinna. Im Jahr 1413 beraubten brandenburgische Adelige den Hammer und richteten einen Schaden in Höhe von 120 Schock böhmlischen Groschen an. Im Jahr 1480 wurde lediglich der Hammer zv Schaffenbrvcke erwähnt und war 1535 möglicherweise erneut wüst (eine wuste dorffstede Scharpenbrug gnant mit dem Hamer). Von 1535 bis 1536 übernahmen die Gebrüder von Bredow das Dorf; es könnte zuvor schon in deren Pfandbesitz gewesen sein. Danach fiel es wieder an das Kloster, bis es durch die Reformation im Jahr 1553 an das Amt Zinna gelangte. Der Hammermeister aus Woltersdorf leistete in dieser Zeit Abgaben in Höhe von 3 Talern zum 70. Pfennig (1586). Im Jahr 1594 erschien lediglich der Hammer Scharffenbrück.

### 17. Jahrhundert
Der Eisenhammer war im Jahr 1642 zu einem Erbzinsgut umgewandelt worden und umfasste außerdem eine Mahlmühle mit einem Gang und eine Schneidemühle. Die Erde für den Hammer holte der Meister mit einem Pusche und musste dabei eine Entfernung etwa einer halben Meile zurücklegen. Er besaß außerdem etliche Stücke Acker und Pläne, auf denen er 30 Scheffel Roggen, 1 Wispel Gerste und 8 Scheffel Hafer aussäte. Auf seinem Hammer wohnten sechs Häusler oder Kühler. Vor 1673 bis 1682 übernahm der Hauptmann von Kratz zu Zinna das Gut mit dem Eisenhammer, Mahl- und Schneidemühle wie auch Brauhaus (1681), anschließend von 1682 bis nach 1764 erneut das Amt Zinna, jedoch seit 1764 vererbpachtet. In dieser Zeit lagen im Jahr 1684 die beiden Eisenhämmer wüst. Die Einwohner betrieben stattdessen Viehzucht und Ackerbau. Es gab ein Brau- und Branntweinhaus mit vier Krügen, zwei Gärten, zwei Teiche und eine ansehnliche Heide. Die Aussaat betrug 10 Wispel Roggen, 10 Wispel Gerste und 3 Wispel Hafer. An Vieh wurden 70 melkende Kühle und 1000 Schafe gehalten.

### 18. Jahrhundert
Eine Statistik aus dem Jahr 1727 führte einen Schmied, ein Vorwerk und die Schäferei Gottow auf, die 525 Mg Acker umfassten, auf denen 137 ½ Scheffel Roggen und 125 Scheffel Gerste ausgesät wurden. Es gab 125 gute und 75 geringe Mg Wiesenwachs, 400 Schafe, 52 Kühe, 5 Stück Güstevieh sowie einen Hopfen-, Kohl- und Baumgarten. Im Jahr 1738 war der Krüger auf das Vorwerk Scharfenbrück gezogen. In dem Amtsvorwerk gab es im Jahr 1745 eine Wassermühle mit zwei Gängen und eine Schneidemühle. Das Vorwerk war in den Jahren 1749/1750 insgesamt 660 Mg 73 Quadratruten (QR) groß: 393 Mg 24 QR Acker, davon 156 Mg Gutland, 111 Mg Mittelland, 126 Mg 24 QR Schlechtland, entsprechend 13 Hf 3 Mg 24 QR, auf denen 4 Wispel 22 Scheffel Roggen, 2 Wispel 18 Scheffel Gerste und 2 Wispel 4 Scheffel Hafer ausgebracht wurden. Weitere 257 Mg 29 QR waren Wiese, 10 Mg 20 QR mit Obst- und Kohlgärten bedeckt. Es wurden 60 Stück Kühe, 30 Stück Güstevieh, 200 Schafe sowie Schweine und Federvieh gehalten. Neben dem Krüger gab es ein paar Einlieger. Im Jahr 1766 gab es erstmals die Überlegung, 20 Damastweber anzusiedeln. Es kam zu einer Erbverschreibung, die 1771 umgesetzt wurde und zum Bau von sechs Wohnungen führte. Die 20 Stellen konnten bis 1780 mit Webern, Spinnern und Arbeitsleuten besetzt werden. Zwischenzeitlich erschien erstmals die Schreibweise Scharfenbrück (1775). In einer weiteren Erbverschreibung für 18 Einwohner wurden ein Invalide, ein Schneidermeister, acht Soldaten sowie drei Tagelöhner umfasst. Es gab weiterhin einen Gärtner, einen Soldaten, einen Tagelöhner sowie neun weitere Personen ohne Angabe ihres Berufes. Im Jahr 1791 wurde von 25 Büdnern, 12 Hausleuten oder Einliegern, einem Gutsbesitzer, einem Verwalter, einem Krüger und einem Müller berichtet, die 25 Feuerstellen (=Haushalte) betrieben.

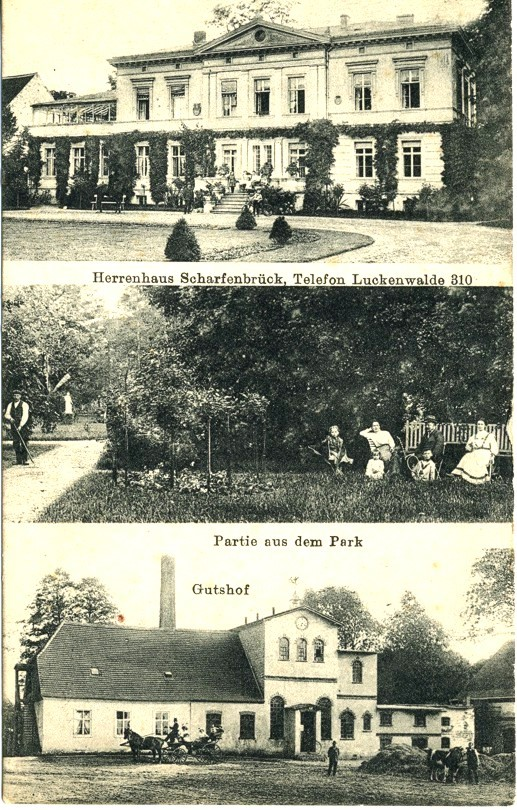
Postkarte um 1900 mit Abbildungen des Herrenhauses nebst Park und Gutshof

### 19. Jahrhundert
Um 1800 übernahm der Postsekretär Fröhlich das Dorf. Es bestand im Jahr 1801 aus einem Erbpachtsvorwerk mit Kolonie, in dem 18 Büdner und sieben Einlieger wohnten. Es gab einen Krug, eine Wasser-, Mahl- und Schneidemühle. Die Gemarkung war 16 Bauernhufen groß; dort wurden 27 Feuerstellen betrieben. Vor 1817 übernahm der Amtmann Schulz das Dorf. Das Vorwerk war in dieser Zeit 341 Mg 41 QR groß (1812). Im Jahr 1835 stand die Wassermühle nebst Nebenbesitz der Familie Schröder zum Verkauf, taxiert auf 10.922 Taler. Scharfenbrück bestand 1837 aus einem Erbpachtsgut und Kolonie mit Wasser-, Mahl- und Schneidemühle sowie 29 Wohnhäusern. Darin lebten und arbeiteten im Jahr 1840 unter anderem ein Mühlenmeister mit einem Gehilfen und einem Lehrling, ein Leineweber mit einem Stuhl und einem Lehrling sowie ein Schneider und ein Zimmergeselle. Der Amtmann übergab Scharfenbrück im Jahr 1846 an eine Familie Schulze, die es bis 1866 hielt. Die Kolonie war im Jahr 1858 insgesamt 30 Mg groß: 6 Mg Gehöfte, 20 Mg Gartenland, 4 Mg Wiese. Darauf standen zwei öffentliche, 23 Wohn- und 25 Wirtschaftsgebäude, darunter eine wassergetriebene Getreide- und Sägemühle. Hinzu kam ein Abbau mit einer Wassermühle. Das Gut umfasste 944 Mg: 9 Mg Gartenland, 341 Mg Acker, 240 Mg Wiese, 354 Mg Wald. Darauf standen sechs Wohn- und 13 Wirtschaftsgebäude, darunter eine Brauerei und eine Brennerei. Hinzu kam auch hier ein Abbau mit einer Schäferei. In der Zeit von 1866 bis 1872 war Scharfenbrück im Besitz der Familie Möller, nachdem seit vor 1840 als Eigentum in ein Rittergut mit Patrimonal- und Zivilgerichtsbarkeit innerhalb der Gutsgrenzen umgewandelt worden war. Vor 1880 war Familie Müller (Möller) Inhaber des nicht kreistagsfähigen Gutes Scharfenbrück mit einer Brennerei. Die Gesamtfläche des Besitzes beinhaltete 235 ha, davon waren etwa 18 ha Forsten. Scharfenbrück bestand 1891 aus dem Gut, Kolonie und Wassermühle. 1896 hieß der Gutsbesitzer mit 263 ha Karl Benjamin Möller.

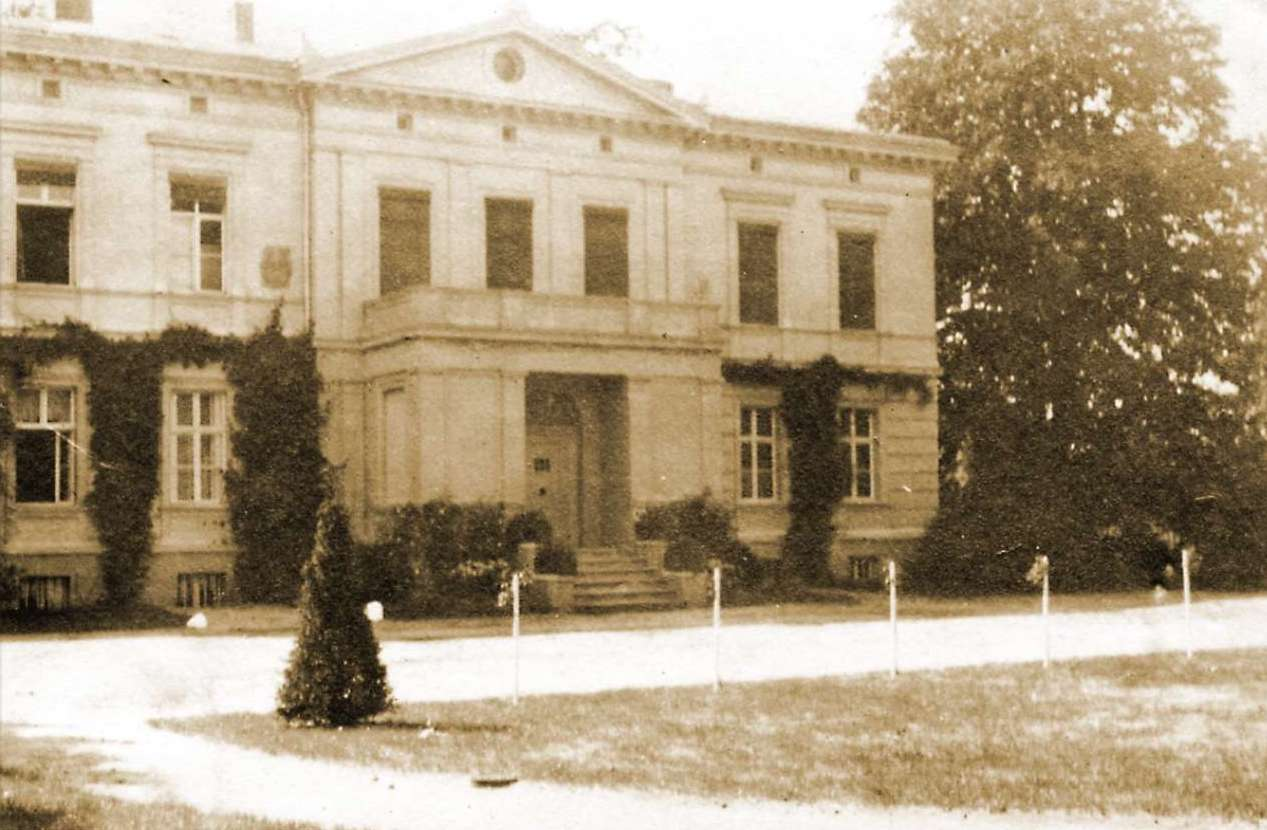
Herrenhaus im Sommer des Jahres 1921

### 20. Jahrhundert
Zur Jahrhundertwende war das Dorf 30,3 ha groß und umfasste 26 Häuser, die unter anderem von einem Bahnwärter und einem Mühlenbesitzer bewohnt wurden. Das Gut des Karl Benjamin Möller umfasste 1907 eine Fläche von 357,2 ha und elf Häusern, von denen eines er als Gutsbesitzer bewohnte. Bis 1916 war Scharfenbrück nach Luckenwalde gepfarrt, seitdem gehört der Ort und der immer noch für sich gesonderte Gutsbezirk Scharfenbrück zur Kirchengemeinde Woltersdorf, welche zur Evangelischen Kirche Berlin-Brandenburg-schlesische Oberlausitz gehört. Kolonie und Gut wurden 1928 zur Gemeinde vereinigt; Scharfenbrück im Jahr 1931 Landgemeinde mit einer Fläche von 287,5 ha, auf denen 36 Wohnhäusern mit 52 Haushaltungen standen. Eine Statistik von 1939 führte einen land- und forstwirtschaftlichen Betrieb mit einer Fläche über 100 ha auf. Weitere vier Betriebe waren zwischen 5 und 10 ha, 22 zwischen 0,5 und 5 ha groß.
Nach dem Zweiten Weltkrieg wurden im Rahmen der Bodenreform 249,9 ha enteignet: 133,6 ha Acker, 46,4 ha Wiese und Weide, 47,1 ha Wald, 9,7 ha Hofräume, 4,6 ha Gewässer sowie 8,1 ha Wege und Ödland. Davon gingen im Jahr 1948 insgesamt 52,8 ha an 23 landlose Bauern und Landarbeiter, 77 ha an 27 landarme Bauern, 50,7 ha an 16 Umsiedler, 10,5 ha an die Gemeinde, 56 ha an den Bodenfonds und 2,8 ha an die Gemeinde Schöneweide. Scharfenbrück gehörte seit jeher zum Königreich Preußen. Bis 1952 gehörte das Dorf zum Landkreis Luckenwalde und wurde nach der Kreisreform vom 25. Juli 1952 dem neu gebildeten Kreis Luckenwalde im Bezirk Potsdam zugeordnet. Einige Bauern gründeten im genannten Jahr eine LPG Typ I, die sich 1957 wieder auflöste. Im Folgejahr gab es eine zweite LPG Typ I. Im Jahr 1960 bestand im Ort eine LPG Typ III, die 1961 insgesamt 45 Mitglieder und 150 ha Fläche umfasste. Diese schloss sich 1971 mit der LPG Typ III Ruhlsdorf Sitz Ruhlsdorf zusammen. Außerdem gab es eine LPG Typ I, die 1961 insgesamt 23 Mitglieder und 96 ha Fläche hatte und nach 1962 an die LPG Typ III angeschlossen wurde. Im Mahr 1983 existierte eine LPG Ruhlsdorf Betriebsteil Scharfenbrück.
Nach der Wende lag Scharfenbrück im Landkreis Luckenwalde in Brandenburg. Nach der Kreisreform in Brandenburg am 6. Dezember 1993 wurde Scharfenbrück schließlich dem neu gebildeten Landkreis Teltow-Fläming zugeordnet und zusammen mit 22 weiteren bis dahin selbstständigen Gemeinden zu der neuen Gemeinde Nuthe-Urstromtal zusammengeschlossen.
Ortsvorsteher von Scharfenbrück ist Daniel Krüger.

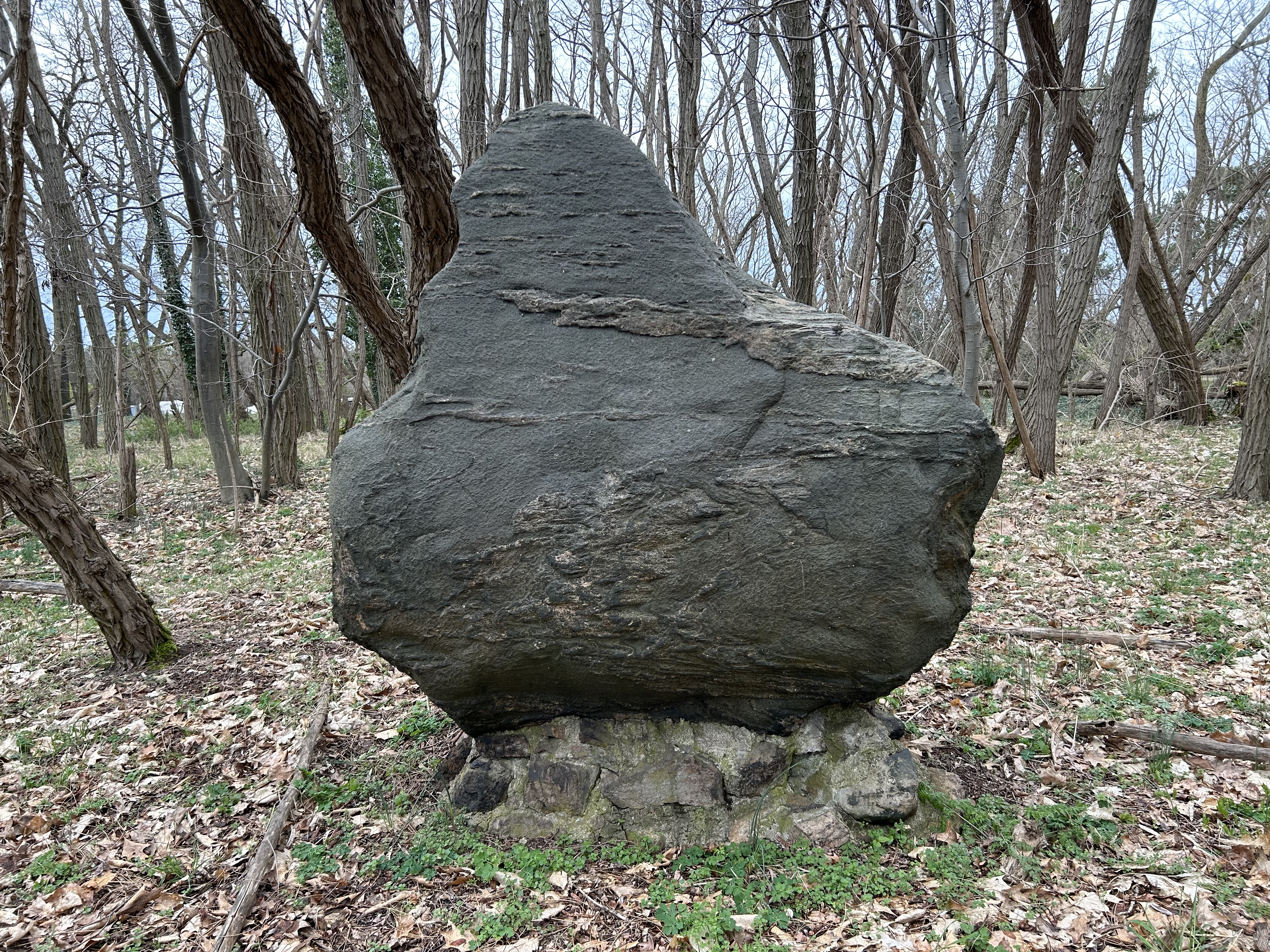
Grabstein des letzten Gutsbesitzers Hans Windhoff. Die ursprünglich in goldenen Lettern angebrachte Inschrift sowie die eiserne Umrandung der Grabstelle sind nicht mehr vorhanden.

## Herrenhaus
Scharfenbrück besaß einst ein Gut mit Herrenhaus und Gutshof, Park, sowie einer Brennerei. Bis 1945 hatte der Ort wechselnde Gutsherren. Der Philanthrop, Fabrikherr und Amtsrat Christian Gottfried Fähndrich (1725–1782) erhielt das Kloster Zinnaesche Amts-Vorwerk Scharfenbrück durch Erbpachtcontrakt mit der Churmärkischen Kriegs-und Domänenkammer vom 22. Oktober 1764. Einer seiner Nachfolger war der bekannte Schriftsteller und utopische Sozialist Postrat Carl Wilhelm Frölich. Carl Wilhelm Frölich lebte von 1792 bis 1813 in Scharfenbrück und hatte vergeblich versucht, dem Erbpachtgut trotz großer Kriegsschäden eine gedeihliche Entwicklung zu geben. Um 1914 wurde der bereits als Gutspächter in Brandenburg tätige Carl Victor Liepmann (1866–1940) Gutsherr, den Besitz vor Ort verwaltete Wilhelm Meier. Ab 1920 übernahm der Diplomingenieur Hans Windhoff den Besitz, der zuvor bei der Gebrüder Windhoff Bahn- und Anlagentechnik tätig war, dann in seinem eigenen Werk Windhoff-Motorenbau Berlin als Konstrukteur von Motorrädern mit wassergekühlten Zweitaktmotoren über die Region hinaus Erfolg hatte. Hans Windhoff besaß das 257 ha umfassende Gut, bis 1923 die gängige Bezeichnung, welches bis zum Ende des Zweiten Weltkrieges im Jahr 1945 im Besitz seiner Familie blieb. Vor 1929 besaß das Gut, hier als Rittergut betitelt, des Hans Windhoff Gut eine Fläche von 257 ha, davon waren 68 ha Holzungen.
Das Herrenhaus wurde im Zuge der Bodenreformen nach dem Zweiten Weltkrieg abgetragen. Die hierdurch gewonnenen Ziegel wurden für die zu errichtenden kleinen Wohnhäuser, welche den Umsiedlern, Flüchtlingen aus den Ostgebieten und Neubauern zugutekamen, verwendet. Heute sind noch einige Nebengebäude und der Park erhalten.
Am Park in einem Robinienhain sind zwei Findlinge aufgestellt, um die sich alte Sagen ranken. Einer von ihnen ist der Grabstein von Hans Windhoff.

## Bevölkerungsentwicklung
| 1875 | 201 | 1939 | 226 | 1981 | 156 |
| 1890 | 217 | 1946 | 294 | 1985 | 143 |
| 1910 | 199 | 1950 | 317 | 1989 | 136 |
| 1925 | 245 | 1964 | 204 | 1992 | 155 |
| 1933 | 206 | 1971 | 188 |      |     |

## Persönlichkeiten
- Der protestantische Prediger und Autor Christian Ludwig Hahnzog wurde 1737 in Scharfenbrück geboren.[18][19][20]
- Der Schriftsteller, Reformer und utopische Sozialist Carl Wilhelm Frölich lebte zwischen 1792 und 1813 in Scharfenbrück.
- Die Schriftstellerin Henriette Frölich, Ehefrau des Vorgenannten, sie lebte ebenfalls auf dem Gut.
- Schriftsteller Hans Liepmann lebte während seiner Jugendzeit um 1914 in Scharfenbrück.